# Ben Eastman
Ben Eastman (eigentlich Benjamin Bangs Eastman; * 9. Juli 1911 in Burlingame, Kalifornien; † 6. Oktober 2002 in Hotchkiss, Colorado) war ein US-amerikanischer Sprinter und Mittelstreckenläufer, der in den 1930er-Jahren über 400 und 800 Meter erfolgreich war. Er gewann einmal olympisches Silber und lief mehrfach Weltrekord, was ihm den Spitznamen Blazin’ Ben eintrug.

## Erfolge
Seinen ersten Wettkampf bestritt er 1931, als er beim IC4A Sieger über 880 Yards wurde und mit der 4-mal-440-Yards-Staffel der Stanford University Weltrekord lief. Diesen Erfolg wiederholte er im darauffolgenden Jahr. 1933 wurde er zum dritten Mal Sieger beim IC4A, diesmal jedoch über 800 Meter. 1934 wurde er beim AAU amerikanischer Meister über diese Strecke.
Am 26. März 1932 in Palo Alto lief Eastman mit 46,4 s Weltrekord über 400 Meter. Er verbesserte damit die vier Jahre alte Bestmarke seines Landsmanns Emerson Spencer um sechs Zehntelsekunden.
Am 4. Juni 1932 gelangen Eastman gleich zwei Weltrekorde:
- über 440 Yards in 46,4 s (dieser Rekord sollte mehr als 40 Jahre lang Bestand haben) und
- über 880 Yards in 1:50,9 min (womit er den Weltrekords des Deutschen Otto Peltzer um sieben Zehntelsekunden verbesserte)

An den Olympischen Spielen 1932 in Los Angeles startete er nur im Einzelwettbewerb. Er gewann in 46,4 s Silber hinter Bill Carr, der mit 46,2 s Weltrekord lief.
1933 gelangen ihm in der Halle zwei Weltrekorde über selten gelaufene Strecken:
- 500 Meter in 1:02,0 min und
- 600 Yards in 1:09,2 min

Am 16. Juni 1934 stellte er in Princeton mit 1:49,8 min den von dem Briten Tommy Hampson gehaltenen Weltrekord über 800 Meter ein.
An den Olympischen Spielen 1936 in Berlin konnte er als Fünfter der US-Ausscheidungen nicht teilnehmen.
Der 1,85 m große und 72 kg schwere Läufer startete für die Stanford University. Hier trainierte er bei Dink Templeton, der für ganzjähriges Training (was damals noch als gefährlich galt.) bekannt war. Dieser trainierte ihn wie einen Sprinter und erklärte, dass auch die 400 m und die 800 m ein Langsprint seien. In den Semesterferien bei den Sportfesten der AAU und im Ausland startete er für den San Francisco Olympic Club, für den sein Trainer ebenfalls arbeitete.

## Spätere Laufbahn
Eastman arbeitete zunächst als Angestellter bei einem Dieselmotorenhersteller. Später machte er sich selbständig. Nach Beendigung seiner aktiven Laufbahn zog er mit seiner Familie nach Colorado. Dort wurde er Farmer und betrieb eine Apfel-Plantage. Er war 12 Jahre lang Mitglied der Kommission für Landwirtschaft.
Mit 91 Jahren starb er an Lungenentzündung. Er hinterließ drei Söhne, sieben Enkel und vier Urenkel. 2006 wurde er in die National Track and Field Hall of Fame aufgenommen.